# Batalla de Osonilla
La batalla de Osonilla fue un combate que tuvo lugar en Osonilla, actual municipio de Tardelcuende, (provincia de Soria) durante la guerra de la Independencia en el que las tropas españolas vencieron a las francesas el 30 de noviembre de 1811.

## Desarrollo
A finales de noviembre de 1811 la División Soriana dirigida por el Brigadier José Joaquín Durán se encontraba en Villalengua, Aragón tras haber colaborado con las tropas de Juan Martín El Empecinado en los bloqueos y capitulación de las guarniciones francesas de Calatayud (4 de octubre) y La Almunia (7 de noviembre). Contaba con 3000 infantes y 500 soldados de caballería. Tuvo noticia por parte de uno de sus informadores, de que una columna francesa se estaba abasteciendo y saqueando en la comarca de Berlanga.
A marchas forzadas acudió a la zona, pasando por Almazán, decidido a emboscar el convoy cuando regresara a Soria. Sabían la ruta aproximada de regreso dado que se supo se había ordenado preparar raciones de tropa en Quintana Redonda. Tras subir entre los bosques que bordean la cuenca del río Izana, se optó por actuar en la zona próxima a la pequeña localidad de Osonilla. Las fuerzas de caballería, dirigidas por su lugarteniente el coronel Amor, tras pasar por Quintana Redonda se distribuyeron hacia la zona de Monasterio y La Revilla de Calatañazor en la parte noroeste del que sería campo de batalla. Respecto a las tropas de tierra, el batallón de Numantinos quedó emboscado frente al camino, junto el bosque. El de Soria a su derecha y a la izquierda el de Rioja y la compañía de artillería, aprovechando todos las irregularidades del terreno cercanas a Cascajosa. El Brigadier José Joaquín Durán recordó las órdenes de que se respetara la vida de los prisioneros. 
Las tropas francesas, con un millar de infantes y 70 u 80 caballos marchaban lentamente, tanto por el abundante botín que portaban como por el temor a sufrir emboscadas. Así pusieron especial cuidado en traspasar el conocido como Portillo de Andaluz, estrechamiento en el que esperaban un ataque. Tras pasar por Fuentepinilla, a mediodía hicieron una parada para comer, en una zona baja, en las cercanías de Osonilla.
Mientras la infantería descansaba, una patrulla de exploración de la caballería francesa se acercó al bosque y descubrió la emboscada. Al dar la alarma, las tropas francesas se reagruparon apresuradamente y se pusieron en situación de defensa. Tras perder la posibilidad de una sorpresa mayor, se ordenó a los soldados españoles atacar desde los cordales de Cascajosa y la caballería por el noreste, convergiendo sobre el convoy. Los franceses intentaron resistir, pero pronto se hizo evidente la superioridad de la División Soriana, iniciando la retirada, que pronto se convirtió en una huida precipitada y desorganizada. Fueron perseguidos hasta Navalcaballo donde el Brigadier Durán ordenó cesar la persecución y regresar a Almazán.
En su parte de la batalla, el mando cifró en unas 600 bajas las pérdidas del enemigo. Unas dos terceras partes serían muertos, entre ellos tres oficiales. El resto serían heridos, de los que tenían constancia que habían entrado en Soria 113, falleciendo 12 en los siguientes días. Se hicieron 46 prisioneros, que unidos a otros 20 que ya tenía en su poder, se enviaron al cuartel general del capitán general Joaquín Blake.

Con ello la División Soriana obtuvo un nuevo e importante triunfo, demostrando una gran capacidad táctica y además de un importante botín para las siempre necesitadas fuerzas españolas, aportando a sus hombres una mejora de su moral. Así mismo se liberó a dos empleados de la Real Hacienda que eran trasladados como prisioneros.